# Conflicte armat peruà
El conflicte armat de Perú o conflicte intern del Perú és el nom amb què es coneix la guerra entre el govern peruà i guerrilles. Va començar el 17 de maig del 1980 i oposa principalment el govern peruà a les guerrilles Sendero Luminoso (partit comunista peruà) i el Moviment Revolucionari Túpac Amaru.
La data de final del conflicte és enormement contestada i està encara en debat. Alguns estimen que el conflicte es va acabar amb la captura del cap del Sendero Luminoso, Abimael Guzman, el 1992. Altres branden que ha continuat fins a la caiguda del govern d'Alberto Fujimori l'any 2000. Per acabar, alguns altres sostenen que el conflicte és encara d'actualitat atès que un grup armat, que es reivindica del Sendero Luminoso, ataca regularment l'armada peruana.
Per tenir una idea de les conseqüències del conflicte es pot evocar el CVR. L'any 2001 una Comissió de la Veritat i de la Reconciliació fou creada pel president de la transició Valentín Paniagua qui mirà d'elaborar un informe sobre les causes del conflicte. La Comissió va estimar que les pèrdues totals de civils, guerrillers i militars s'elevava a 70 000, entre el 1980 i el 2000.
Des de l'any 2000 que la guerrilla no deixa de declinar mentre que l'armada peruana reprèn el control a poc a poc del conjunt del país. D'altra banda, el moviment revolucionari Tupac Amaru ha deixat les activitats i s'ha dissolt. No debades, els rebels de Sendero Luminoso continuen l'activitat.
L'explicació de l'origen del conflicte cal anar-la a trobar a la successió constant entre governs democràtics i autoritaris que ha anat vivint el Perú. L'any 1968, el general Juan Velasco Alvarado és el primer establir una dictadura militar reformista, que després es veurà confrontada l'any 1975 a Francisco Morales Bermúdez, qui decideix establir una transició democràtica, convocant d'aquesta manera eleccions per al 1980. Però durant aquest últim govern dit Revolució de les Forces Armades, el grup guerriller Sendero Luminoso sorgeix en l'escenari polític en tant que grup polític maoista, inspirant-se de la Revolució cultural. És la nit abans de les eleccions, el 17 de maig del 1980, que comença la primera acció del Sendero Luminoso: crema urnes al poble de Chuschi, a Ayacucho i decideix emprendre una acció d'estil lluita armada a l'estil Mao Zedong en contra del govern que s'estableix.
El 5 d'abril del 1992 Alberto Fujimori, llavors al capdavant del govern peruà, decideix proclamar un autocop d'estat, és a dir, fer caure el seu propi govern, degut o bé per l'aprovació de les noves mesures antiterroristes, per poder dissoldre el parlament molt obstruccionista i impopular, per una reforma del sistema judicial o per l'establiment d'una nova política que permetés la victòria davant de les guerrilles comunistes. Si bé en un principi el cop d'Estat no fou acceptat per la comunitat internacional (EUA, Alemanya, Castella, Xile, Argentina, Veneçuela…), el govern nord-americà de George Bush va accedir a reconèixer Fujimori com a cap de govern legítim del Perú. Malgrat no hagués respectat les regles democràtiques, el govern de Bush temia per l'afebliment del govern peruà davant dels acords que acabava de signar el 1991 en contra dels productors de cocaïna. També preocupava l'ascens de les guerrilles comunistes.
L'any 1995 Albert Fujimori aconsegueix guanyar unes eleccions que s'acusen de trucades.